# Mazorca
La Sociedad Popular Restauradora (ou Société Populaire Restauratrice, mieux connue sous le nom de la Mazorca, fut une organisation parapolicière s'occupant de tâches d'espionnage et de persécution politique en faveur du dictateur argentin Juan Manuel de Rosas. Elle fut créée en 1833 en Argentine par des partisans de ce dernier, gouverneur de la province de Buenos Aires. Le mot mazorca signifie épi de maïs en espagnol.

## Historique
La Société fut créée par des rosistes intransigeants qui organisèrent ce qu'ils appelèrent la 
Revolución de los Restauradores (ou Révolution des Restaurateurs) contre ceux qui n'étaient pas d'accord avec la politique de Rosas. Elle était dirigée par Encarnación Ezcurra — l'épouse même de Rosas —, par Martín Santa Coloma et Ciriaco Cuitiño, ce dernier étant en outre chef de la police.
L'origine du nom de Mazorca par lequel la Société fut bientôt dénommée est quelque peu incertain et controversé. Certains prétendent que c'était dû au fait que ses membres étaient très unis, comme les grains de maïs au sein d'un épi. D'autres historiens affirment qu'il s'agit d'une déformation des mots Mas Horca signifiant Plus de potence, argumentant qu'ainsi ils préparaient les gens à la suppression violente de l'opposition unitariste.
Au début les uniques actions menées par ces gens étaient d'encenser la figure de Rosas et d'ôter tout prestige à ses opposants, mais après le retour au pouvoir de Rosas (1835), ils commencèrent à mener des actions violentes et sanglantes. En cas d'assassinat, ils égorgeaient leurs victimes. La première exécution attribuée à ces sicaires fut celle de Manuel Vicente Maza, ancien gouverneur de Buenos Aires et ami de Rosas, qui avait sollicité sa clémence pour son fils, Ramón Maza, accusé de conspirer contre Rosas.

## Exécution des Mazorqueros ou membres de la Mazorca
Après la chute de Rosas (1852), la Société fut dissoute et beaucoup de ses membres furent jugés et condamnés à mort en 1853. Ils furent exécutés publiquement par pendaison, et les badauds accouraient en nombre pour y assister.
Parmi eux, soulignons particulièrement le nom de Leandro Alen (père), grand-père maternel du président Hipólito Yrigoyen et père de Leandro N. Alem, un des fondateurs du radicalisme argentin.
On exécuta d'octobre à décembre. Les premiers à aller au gibet furent Badía et Troncoso, le 17 octobre. Les chroniqueurs nous apprennent que les balcons et terrasses étaient pleins de gens venus les voir mourir. Leurs cadavres restèrent exposés pendant quatre heures. Fermín Suárez fut pendu à la fin du mois. Le public dit-on supporta une pluie persistante pendant que le corps resta exposé six heures.
En décembre ce furent Ciriaco Cuitiño et Leandro Alén qui durent y passer. Cuitiño, ancien chef de la police, disait et répétait sur la route de l'échafaud que c'était injuste car il n'avait fait qu'obéir aux ordres d'une autorité légitime. Pendant ce temps-là, loin de l'échafaud où périssaient ses partisans, Rosas bénéficiait à Southampton de l'hospitalité de la couronne britannique.
Antonino Reyes, réussit à s'enfuir de prison. Ce fut sa chance, car une année plus tard, l'atmosphère politique changea. Sans doute l'effusion de sang avait-elle été suffisante. Il fut amnistié et absous au mois de juin 1855.